# Carolyne Lepage
Carolyne Lepage (Montreal, 9 de junio de 1975) es una deportista canadiense que compitió en judo. Ganó dos medallas en los Juegos Panamericanos en los años 1995 y 2003, y cinco medallas en el Campeonato Panamericano de Judo entre los años 1994 y 2004.

## Palmarés internacional
| Juegos Panamericanos    | Juegos Panamericanos            | Juegos Panamericanos | Juegos Panamericanos |
| Año                     | Lugar                           | Medalla              | Categoría            |
| ----------------------- | ------------------------------- | -------------------- | -------------------- |
| 1995                    | Mar del Plata (Argentina)       | Medalla de plata     | –48 kg               |
| 2003                    | Santo Domingo (Rep. Dominicana) | Medalla de plata     | –48 kg               |
| Campeonato Panamericano |                                 |                      |                      |
| Año                     | Lugar                           | Medalla              | Categoría            |
| 1994                    | Santiago de Chile (Chile)       | Medalla de bronce    | –48 kg               |
| 1998                    | Santo Domingo (Rep. Dominicana) | Medalla de bronce    | –48 kg               |
| 1999                    | Montevideo (Uruguay)            | Medalla de plata     | –48 kg               |
| 2002                    | Santo Domingo (Rep. Dominicana) | Medalla de plata     | –48 kg               |
| 2004                    | Isla de Margarita (Venezuela)   | Medalla de bronce    | –48 kg               |